# Sherlock Holmes in tausend Nöten
Sherlock Holmes in tausend Nöten (Originaltitel: Detectives) ist eine US-amerikanische Stummfilmkomödie aus dem Jahr 1928 von Chester M. Franklin mit Karl Dane und George K. Arthur in den Hauptrollen.

## Handlung
In einem Luxushotel wetteifert ein Hausdetektiv mit einem Hotelpagen um die Aufmerksamkeit der Hotelstenografin Lois. Der Page, der selbst davon träumt, Detektiv zu werden, versucht, einen Fall zu lösen, in dem es um gestohlene Juwelen geht. Nach einer Reihe von Missgeschicken besiegt der Page den Detektiv, als er Lois vor den Machenschaften von Orloff rettet, dem berüchtigten Juwelendieb, der für den Raub verantwortlich ist. Am Ende erhält der Page eine Belohnung für die Ergreifung des Gauners. Lois verspricht, ihren Helden zu heiraten.

## Hintergrund
Gedreht wurde der Film ab Ende März 1928. 

## Veröffentlichung
Die Premiere des Films fand am 9. Juni 1928 statt. In Österreich kam er am 1. März 1929 in die Kinos.